# SEAL (számítástechnika)
A SEAL egy nyílt forráskódú DOS operációs rendszerekre fejlesztett 32-bites grafikus felhasználói felület (GUI) volt. A szoftvert Julien Etelain, Owen Rudge és még néhány programozó fejlesztette 1998 és 2003 között. A SEAL számos fejlett funkciót támogatott, mint például hang és egyéb multimédiás funkciók, többnyelvű támogatás, stb.

## Rendszerkövetelmények
- 486-os processzor vagy újabb
- Legalább 8 MB RAM (kevesebb is elég a futtatáshoz, de nem ajánlott)
- Minimum 640x480 pixel felbontás 256-színű megjelenítésére képes videókártya (16-bites színmélység ajánlott)
- Minimum 1,6 MB szabad merevlemez kapacitás (ajánlott a több)
- MS-DOS 3.0 vagy újabb (illetve kompatibilis DOS-ok)[6]

## Működés
A szoftver működése alapvetően a DOS-ra támaszkodik, azonban multitasking képességekkel is rendelkezik. A grafikus felület ikonkészletén egyértelműen a Windows hatása érződik, a menürendszer és az ablakok kinézete ugyanakkor eltér ettől. A menük háttere áttetsző. A GUI korlátozott multimédia-támogatással rendelkezik (pl. hang, CD), melyekhez lejátszó alkalmazások is részét képezik (pl. CD Player, SFA Player) a programcsomagnak. A rendszereszközök (TOOLS) közül a legfontosabbak, az Explorer, a SealDOS parancssoros értelmező és a Windowsból ismerős Registry Editor. Ezen túlmenően alapvető irodai alkalmazásokat (Text Editor, Calculator, SIMP) és egyszerű játékokat is tartalmaz. A Control panel a képernyő és a hardverbeállítások eszköze.